# Antaioserpens warro
Antaioserpens warro är en ormart som beskrevs av De Vis 1884. Antaioserpens warro är ensam i släktet Antaioserpens som ingår i familjen giftsnokar. Inga underarter finns listade i Catalogue of Life.
Arten är med en längd mindre än 75 cm en liten orm. Den jagar främst ödlor. Honor lägger ägg. Det giftiga bettet är antagligen inte farligt för människor. Ormen förekommer i delstaten Queensland i Australien.